# Genshin Impact
Genshin Impact ist ein Fantasy-Action-Rollenspiel des chinesischen Entwicklers miHoYo für Windows, iOS, Android und PlayStation 4. Es wurde am 28. September 2020 veröffentlicht. Eine Version für PlayStation 5 erschien am 28. April 2021 und für Xbox Series am 20. November 2024. Eine Version für Nintendo Switch wurde angekündigt.
Das Spiel hatte finanziellen Erfolg: Nach zwei Wochen wurden 100 Millionen US-Dollar erwirtschaftet, nach einem Monat lagen die Einnahmen alleine der mobilen Versionen bei 250 Millionen Dollar.
Genshin Impact erhielt überwiegend positive Bewertungen.

## Spielwelt
Die Handlung von Genshin Impact spielt in der Welt Teyvat, die in sieben verschiedene Staaten und mehreren Regionen aufgeteilt ist. Die sechs momentan spielbaren Regionen sind Mondstadt, Liyue, Inazuma, Sumeru, Fontaine und Natlan. Mondstadt ist bekannt als Stadt der Freiheit, die Barbatos – dem Gott des Windes – huldigen. Mondstadt bildet die nordöstliche Region in Teyvat. Die mittlere Region trägt den Namen Liyue und steht unter dem Schutz von Rex Lapis, dem Gott der Verträge. Die Inselregion weit vor der Küste südöstlich des Hauptkontinents ist Inazuma. Diese Region wird von Shougun Raiden, der Göttin der Ewigkeit beherrscht. Die westliche Region Sumeru ist bekannt für das Wissen der Menschen dort, deren Gottheit, die Niedere Herrin Kusanali, Göttin der Weisheit ist. Nordwestlich von Sumeru befindet sich Fontaine, welche von Furina, der Göttin der Gerechtigkeit regiert wird. Natlans aktueller Archon ist Mavuika. Die Namen der Götter sind von der Ars Goetia inspiriert.
Jede im Spiel vorhandene Nation basiert auf einer existierenden Region: So wurden mitteleuropäische Einflüsse für Mondstadt genutzt, Liyue basiert auf Regionen in China, Inazuma ist an Japan angelehnt, Sumeru hat einen eher orientalischen Ursprung und Fontaine basiert größtenteils auf Frankreich während der Belle Époque. Natlan hingegen stützt sich in hohem Anteil auf das indigene Amerika, Subsahara-Afrika, sowie Ozeanien/Polynesien. Jede Nation (bis auf Khaenri'ah) betet eine eigene Gottheit an, die je an eine im Spiel vorhandene Elementarfähigkeit gebunden ist. Es existieren sieben Götter, deren Stärke daran gebunden ist, wie gut sie ihre Nation lenken. Diese Götter sind aber nicht diejenigen, die die Menschen mit dem „Göttlichen Auge“ – einem besonderen Edelstein – ausstatten können, der diese Charaktere befähigt, Elementarmagie anzuwenden. Diese werden von den Göttern ausgegeben, die über den Herrschern der Nationen stehen, den Göttern aus dem sogenannten „Celestia“, das auch in-game von Teyvat aus zu sehen ist und im Startbildschirm gezeigt wird. Fast jeder spielbare Charakter besitzt ein solches „Göttliches Auge“.
| Nation     | Element | Ideal         | Gottheit  | Gottheit                | Gottheit | Inspiration                                              |
| Nation     | Element | Ideal         | Name      | Alias                   | Körper   | Inspiration                                              |
| ---------- | ------- | ------------- | --------- | ----------------------- | -------- | -------------------------------------------------------- |
| Mondstadt  | Anemo   | Freiheit      | Barbatos  | Lord Barbatos           | Venti    | Deutschland                                              |
| Liyue      | Geo     | Verträge      | Morax     | Rex Lapis               | Zhongli  | Volksrepublik China                                      |
| Inazuma    | Elektro | Ewigkeit      | Beelzebul | Shougun Raiden          | Ei       | Japan                                                    |
| Sumeru     | Dendro  | Weisheit      | Buer      | Niedere Herrin Kusanali | Nahida   | Mittlerer Osten, Indien, Ägypten                         |
| Fontaine   | Hydro   | Gerechtigkeit | Focalors* | Furina de Fontaine*     | Furina*  | Frankreich                                               |
| Natlan     | Pyro    | Krieg         | Haborym   | Mavuika                 | Mavuika  | Indigenes Amerika, Ozeanien/Polynesien, Subsahara-Afrika |
| Snezhnaya  | Cryo    | Liebe         | –         | Zarin des Eises         | Tsaritsa | Russland                                                 |
| Nod-Krai   | –       | –             | –         | –                       | –        | –                                                        |
| Khaenri'ah | –       | –             | –         | –                       | –        | –                                                        |

* Erwähnung: Nach den Ereignissen von der Archon Quest in Version 4.2 existiert kein Hydro-Archon mehr. Der Oberste Richter Fontaines Neuvillette, leitet seither Fontaine.

### Handlung
Die Handlung des Spiels startet, als die Zwillinge Lumine und Aether durch das Universum nach Teyvat reisen und dieses durch die Flammen eines andauernden Krieges vorfinden. Als sie die Welt verlassen wollen, begegnen die beiden einer mysteriösen Göttin, welche alsbald beginnt, die Reisenden anzugreifen. Die Göttin fängt einen der Zwillinge und versiegelt den anderen in Teyvat.
Einige Zeit nach diesem Vorfall erwacht der in Teyvat versiegelte Charakter und begegnet beim Angeln Paimon, welche sich dem Charakter auf dessen Reise anschließt. Auf ihren Reisen begegnen sie dem Drachen Sturmschrecken, welcher später die Nation Mondstadt angreifen sollte. Nachdem Mondstadt gerettet werden konnte, begegnet der Reisende Jean, der stellvertretenden Anführerin der Ritter von Favonius. Diese erteilt den Auftrag, die Tempel in Mondstadt aufzusuchen und die Stabilität der Region wieder herzustellen. Es wird bekannt, dass Sturmschrecken einst der Beschützer von Mondstadt gewesen war und sein eigentlicher Name Dvalin ist. Der Reisende begegnet auf seiner Mission, den Drachen zu besänftigen, dem Barden Venti. Dieser hat den Plan, die Wut des Drachens mithilfe einer heiligen Leier zu besänftigen. Beim Versuch diese Leier in ihren Besitz zu bringen, werden sie von Mitgliedern der Gruppierung Fatui, die Geheimagenten der Nation Snezhnaya sind, gestellt und des Raubes bezichtigt. Sie finden in der Taverne Dilucs Zuflucht und treffen dort auf Jean, die vorgeblich mit Fatui zusammenarbeitet, um die diplomatischen Beziehungen zu Snezhnaya nicht zu gefährden. Sie bringen es fertig, die Leier aus einem nahegelegenen Versteck der Fatui zurückzugewinnen und zu reparieren. Mithilfe der Leier beschwört Venti, der sich als Archont Barbatos zu erkennen gibt, den Drachen Sturmschrecken. Es stellt sich heraus, dass der Drache von den Abgrundmagiern, den Zauberern die zum Abyss-Orden gehören, kontrolliert wird. Die Gruppe verfolgt den Drachen bis zu dessen Versteck und erlöst ihn aus den Fängen der Abgrundmagier. Nachdem sie die heilige Leier der Kirche zurückgegeben haben, werden Barbatos und der Spieler von den Fatui angegriffen. Dabei stehlen sie ein Artefakt von Venti, das es diesem erlaubt, Magie zu wirken.
Der Spieler wird auf der Suche nach dem vermissten Geschwisterteil und der unbekannten Göttin durch die Welt Teyvats gesendet. Venti rät dem Spieler, zunächst nach Liyue aufzubrechen und dort den Gott Rex Lapis, der über diese Region herrscht, zu treffen. Dieser wird allerdings bei einem Ritual angegriffen und ermordet. Der Spieler wird daraufhin verdächtigt, das Attentat verübt zu haben und muss fliehen. Bei der Flucht trifft der Spieler auf Tartaglia, auch bekannt als Der Graf, einen Gesandten von den Fatui, und stimmt einer Zusammenarbeit mit diesem zu. Der Spieler trifft daraufhin auch auf Zhongli, mit dem Der Graf bereits bekannt ist.

## Spielprinzip
Bei Genshin Impact handelt es sich um ein Open-World-Action-Rollenspiel, das dem Spieler erlaubt, einen Charakter aus einer Gruppe von vier Figuren, die ausgetauscht werden können, auf der Welt zu kontrollieren. Der Wechsel der Charaktere erlaubt es dem Spieler, in Kämpfen gegen feindliche Monster verschiedene Kombinationen aus Fähigkeiten und Angriffen anzuwenden. Das Verstärken der Charaktere ist auf verschiedenen Wegen möglich, wie etwa durch das Aufleveln des Charakters oder das Verbessern von Artefakten und Waffen, mit denen ein Charakter ausgestattet werden kann. Zusätzlich zur Möglichkeit der Erkundung Teyvats kann der Spieler verschiedene Herausforderungen annehmen, um wertvolle Gegenstände zur Charakterverbesserung zu erhalten. Diese Missionen kosten allerdings eine In-Game-Währung, die Resin genannt werden und sich mit der Zeit selbst wieder aufladen. Das erfolgreiche Erfüllen dieser Herausforderungen, Story-relevante Aufträge und das Erledigen von täglichen Missionen führt zur Erhöhung des Abenteuerrangs, welche neue Herausforderungen freischaltet und gleichzeitig zur Erhöhung des Weltrangs ist. Der Weltrang gibt vor, wie stark die zu besiegenden Gegner sind und die Seltenheit der Schätze, die der Spieler für das Besiegen dieser Gegner erhält.
Der Spieler steuert seinen Charakter und kann verschiedene Aktionen wie Rennen, Klettern, Schwimmen und Luftgleiten ausführen, wobei diese Aktionen an Stamina gebunden sind. Manche Charaktere besitzen die Fähigkeit, ihre Umgebung zu verändern, wie etwa das Einfrieren von Wasser, um dem Spieler einen Weg zu kreieren, um weitere Terrains der Welt zu erkunden. Überall auf der Weltkarte befinden sich Teleportationspunkte, die der Spieler nutzen kann, um sich an den gewünschten Ort teleportieren zu können. Besondere Statuen mit der Fähigkeit, Charaktere zu heilen oder wiederzubeleben sowie das Stamina zu erhöhen, lassen sich ebenfalls im Spiel finden. Für Letzteres ist ein besonderer Gegenstand notwendig, der ebenfalls auf der gesamten Spielkarte gefunden werden kann und sich je nach Element unterscheidet. Gegenstände wie Nahrungsmittel und Erz können auf der gesamten Weltkarte gefunden werden, während Monster diverse andere Gegenstände fallen lassen, die zur Verstärkung der Spielcharaktere genutzt werden können. Der Spieler kann Nahrungsmittel durch Jagen, Sammeln von wilden Früchten und Gemüse oder durch Kauf erhalten. Diese können später zu Gerichten gekocht werden, die unterschiedliche Effekte auf die Charaktere haben. Manche Gerichte beleben Charaktere wieder, andere heilen verwundete Charaktere oder verleihen zusätzliche kurzfristige Statuserhöhungen. Erze können verwendet werden, um Waffen zu verstärken oder zu schmieden.
Jeder Charakter hat zwei einzigartige Kampf-Fähigkeiten: eine Elementar-Fähigkeit und einen elementaren Burst-Angriff. Jede Elementar-Fähigkeit kann zu jedem Zeitpunkt eingesetzt werden, allerdings setzt nach jedem Einsatz unmittelbar ein Cooldown-Effekt ein. Der Burst-Angriff kostet elementare Energie, die zuvor aufgeladen werden muss, um diese Attacke anwenden zu können. Die Attacke wird durch das Besiegen von Gegnern oder Zufügung von negativen elementaren Statusveränderungen aufgeladen.
Die Charaktere können eines der sieben Elemente beherrschen. Diese sind Anemo, Geo, Pyro, Hydro, Cryo, Elektro und Dendro, die die Elemente Wind, Erde, Feuer, Wasser, Eis, Elektrizität und Natur repräsentieren. Die Elemente agieren auf verschiedenen Wegen. Wird ein Gegner zunächst mit einer Attacke des Types Hydro getroffen, erhält dieser den Status nass, folgt darauf eine Attacke vom Typ Cryo wird der getroffene Gegner mit dem Status Kälte versehen. Bei einer Kombination dieser beiden Typen gefriert der getroffene Gegenspieler, was diesen kurzzeitig bewegungs- und handlungsunfähig macht. Durch das Wechseln der Charaktere in Kämpfen können diese Elementareffekte eingesetzt und kombiniert werden. Des Weiteren sind manche elementare Fähigkeiten nötig, um diverse Puzzles zu lösen.
Das Spiel kann mithilfe des Koop-Modus mit bis zu vier Spielern gemeinsam gespielt werden. Spieler können Anfragen stellen, eine andere Welt betreten zu dürfen. Wenn Spieler ein Ziel haben, das sie erreichen wollen, wird automatisch nach anderen Spielern gesucht, die das gleiche Ziel im Spiel verfolgen. Auch unterstützt Genshin Impact Crossplay, sodass Spieler auf unterschiedlichen Plattformen miteinander spielen können.
Der Spieler kann im Verlauf der Handlung bis zu sechs weitere Charaktere freischalten, indem er handlungsrelevante Aufgaben annimmt und erfolgreich abschließt. Andere Charaktere sind über ein Gacha-System, ähnlich wie Lootboxen, freischaltbar. Eine spezielle In-Game-Währung kann hierfür per In-Game-Kauf oder durch das Spielen des Spiels erhalten werden. Die Währung wird eingesetzt, um zufällige neue Charaktere oder Waffen zu erhalten.

## Bezahlmodell
Genshin Impact ist "Free-to-play". Die gesamte Open World, die sich mit Patches weiter vergrößert, sowie alle enthaltenen Quests, die damit verbundenen Story-Cutscenes und -Dialoge, sowie Rätsel und Mini-Games sind ohne Micropayment spielbar. Der Free-to-play-Spieler erlebt dabei keine Einschränkungen bei den erhaltenen Belohnungen durch das Abschließen von Quests, Dungeons oder Öffnen von Schatztruhen. Auch die zeitlich limitierten Events mit zusätzlicher Story und Mini-Games sind ohne Echtgeld-Einsatz verfügbar. Dennoch steht das Free-to-play-Modell von Genshin Impact in der Kritik. Die wesentlichen Aspekte dabei sind das Gacha-System gekoppelt mit Fear of missing out.

### Gacha
Der Spieler erhält neben dem Hauptcharakter eine Handvoll 4-Sterne-Charaktere und -Waffen über Questfortschritt, bestimmte Aufgaben und Events. Einige 3-Sterne-Waffen sind auch über die Open World erhältlich. Ein Großteil der attraktiven 4- und 5-Sterne-Charakter und -Waffen sind jedoch ausschließlich über das Gacha-System verfügbar. Dies ist zunächst nicht automatisch kostenpflichtig, da die für das Ziehen (engl. Pulls, Wishes) benötigten Währungen durch diverse Ingame-Aktivitäten erspielt werden können. Was der Spieler nach Ausgeben eines Wishs erhält, ist zufällig (vgl. Lootbox), wobei die Chance auf einen 4-Sterne-Pull 5 %, auf einen 5-Sterne-Pull nur 0,6 % beträgt. Ein Pity-System sorgt dafür, dass spätestens nach 10 Wishes ein 4-Sterne-Pull und spätestens nach 90 Wishes ein 5-Sterne-Pull gezogen wird. Bei den Charakter-Event-Bannern gibt es zudem die Mechanik, dass ausgewählte Charaktere mit einer Wahrscheinlichkeit von 50 % gegenüber den übrigen Charakteren im Pool gezogen werden, was jedoch nicht die Chance auf einen Pull der entsprechenden Qualität erhöht. Wird der 50:50 verloren, ist der nächste Pull der gleichen Qualität garantiert einer der Banner-Charaktere (engl. on-banner oder rate-up). Da auf dem Charakter-Event-Banner nur ein 5-Sterne-Charakter diese erhöhte Drop-Rate erhält, kann ein Spieler somit trotz der Zufallsnatur des Systems durch Ansparen von maximal 180 Wishes garantieren, diesen bestimmten Charakter zu ziehen. Ein ähnliches System existiert für die Waffen-Event-Banner. Für die Standard-5-Sterne- sowie die meisten 4-Sterne-Charaktere und -Waffen existiert jedoch keine permanent verfügbare Möglichkeit, das Zufallsprinzip zu umgehen.
Die kostenlos erspielbaren Wishes sind begrenzt. Hat der Spieler alle Quests und Dungeons abgeschlossen und alle Truhen in der Open World geöffnet, hat er die dauerhaft verfügbaren Ressourcen seiner Welt ausgeschöpft. Möchte er dennoch das Gacha-System nutzen, muss er ab diesem Punkt auf neue Inhalte oder Events warten oder die Wishes mit Echtgeld bezahlen. Dabei sind (Stand: 5. März 2023, auch plattformabhängig) 50 Wishes für etwa 100 € erhältlich. Somit kann ein garantierter on-banner 5-Sterne-Charakter (180 Wishes) etwa 350 € kosten (teilweise werden Währungen „recycled“). Des Weiteren erhält ein Charakter bzw. eine Waffe zusätzliche und stärkere passive Boni, je mehr Kopien man davon besitzt. Möchte ein Spieler also einen 5-Sterne-Charakter inkl. der auf ihn zugeschnittenen 5-Sterne-Waffe in bestmöglicher Qualität (7 Kopien des Charakters, 5 Kopien der Waffe, genannt C6 R5) haben, muss er mit hoher Wahrscheinlichkeit einen vierstelligen Betrag investieren.

### Fear of missing out
Genshin Impact arbeitet mit zahlreichen FOMO-Mechaniken. Die Bedeutendsten werden hier kurz erläutert:
Tägliche Missionen
Der Spieler kann täglich vier spezielle Missionen abschließen und erhält dafür Belohnungen, insbesondere 60 Urgestein (engl. Primogem), die in Wishes für das Gacha-System umgewandelt werden können (160 Primogems = 1 Wish). Erledigt ein Spieler diese Missionen an einem Tag nicht, kann er die Belohnungen nicht mehr erhalten. Die täglichen Missionen stellen die einzige konstante kostenlose Quelle für Primogems dar, sobald der Spieler seine Open World ausgeschöpft hat. Für 10 Wishes sind 1600 Primogems nötig, was etwa den täglichen Missionen von 27 Tagen entspricht.
Resin-System
Resin (deutsch „Ursprüngliches Harz“) ist eine Währung, die sich in Echtzeit auflädt (8 Minuten = 1 Resin) und die benötigt wird, um einige der wichtigsten Ressourcen zur Verstärkung von Charakteren und Waffen nach dem Abschluss von Dungeons und Besiegen von Bossen looten zu können. 24 Stunden entsprechen 180 Resin, die dem Spieler täglich zur Verfügung stehen. Die Währung war von Version 1.0 bis 4.6 auf 160 beschränkt, seit der Version 4.7 beträgt das Limit 200. Möchte man also möglichst effizient sein und kein Resin „verschwenden“, muss man rechtzeitig im Spiel einloggen und Resin ausgeben, bevor das Cap von 200 erreicht wird. Jedes Resin, das der Spieler erhalten würde, solange die Währung auf 200/200 steht, geht verloren. Zusätzliches Resin kann über Primogems und damit über Echtgeld gekauft werden.
Battle Pass
Jeder Patch beinhaltet einen Battle Pass, der sechs Wochen lang verfügbar ist und durch Abschließen täglicher und wöchentlicher Ziele im Spiel zusätzliche Belohnungen freischaltet. Diese Belohnungen teilen sich auf in den kostenlosen Teil, und den über Echtgeld verfügbaren Teil, der insgesamt etwa die vierfache Menge des kostenlosen Teils enthält. Hat der Spieler vor Ende des Battle Pass nicht genügend tägliche und wöchentliche Ziele abgeschlossen, um das Maximallevel zu erreichen, verfallen die Belohnungen. Battle-Pass-Level können über Primogems und damit über Echtgeld gekauft werden.
Events
Ein wesentlicher Bestandteil des Spiels sind Events, die meist ein bis drei Wochen, in seltenen Fällen bis zu sechs Wochen, lang verfügbar sind und häufig mit Dialogen, Mini-Games und teilweise ganzen Gebieten ausgestattet sind. Sie bieten im Vergleich zu den oben genannten Systemen eine hohe Menge an Belohnungen, darunter teilweise limitierte 4-Sterne-Waffen, die auf anderem Wege nicht erhältlich sind. Es wird also ein hoher Anreiz geschaffen, diese Events nicht zu verpassen.
Spiral Abyss
Ein Rogue-like Dungeon mit zwölf Ebenen, das sich zweimal monatlich zurücksetzt. In diesem Zeitraum von etwa 15 Tagen kann der Spieler durch perfektes Abschließen (36 Sterne in den Ebenen 9 bis 12) zahlreiche Belohnungen erspielen, darunter 600 Primogems. Der Spiral Abyss (dt. Gewundener Abgrund) gilt als einzige Form von Endgame in Genshin Impact und stellt gewisse Anforderungen an die Stärke der Charaktere. Das 36-Sterne-Abschließen ist für Free-to-play-Spieler nach einer gewissen Spielzeit möglich. Spieler, die Echtgeld einsetzen, haben jedoch je nach Einsatz ihrer zusätzlichen Ressourcen deutliche Vorteile. Auf die Frage, ob weitere Endgame-Inhalte wie der Spiral Abyss geplant seien, antworteten die Entwickler in einem Interview, dass ein weiteres solches System „übermäßige Angst“ (Original: „excessive anxiety“) bei ihren Spielern hervorrufen könnte und wiesen darauf hin, dass nicht alle Spieler am Spiral Abyss interessiert sind. Dies führte zu Unverständnis in der Community, besonders im Hinblick auf die zahlreichen anderen FOMO-Mechaniken des Spiels, die entsprechende Angst ebenfalls verursachen können.
Letztendlich sind alle aufgeführten Punkte optional, um die Story und die Open World des Spiels zu erleben. Da die Ressourcen des Spielers jedoch begrenzt sind, und das Spiel zahlreiche Anreize schafft, immer mehr Charaktere zu sammeln und ihre Ausrüstung und Talente zu verstärken, wird tägliches Spielen und Investieren von Echtgeld gefördert. Insbesondere durch das Artefakt-System, das mehrere Zufallselemente aufeinanderstapelt, wodurch die Chance, ein „perfektes Artefakt“ zu erhalten, 0,005 % oder niedriger ist, wird sichergestellt, dass ein Spieler in der Praxis niemals einen Charakter in allen Bereichen perfekt ausstatten kann und somit das Gefühl erhalten würde, „fertig“ zu sein.

## Entwicklung
Der chinesische Spiele-Entwickler miHoYo kündigte Genshin Impact im Juni 2019 auf der Spielemesse E3 an. Zwischen der Ankündigung und der Veröffentlichungen fanden Betatests statt, bei denen eingeladene Spieler die Spielwelt erkunden und mit ihr interagieren konnten. Die Spieleentwickler wollten ein Spiel entwickeln, welches sich von ihrem Spiel Honkai Impact in Hinsicht auf das Quest- und Kampfsystem sowie auf die zufälligen Erkundungen und Art der Welterkundung unterscheidet. Genshin Impact wurde als Crossmedia-Spiel für den PC und der PlayStation 4 entwickelt, was den Entwicklern die Verbesserung bei der Entwicklung der Computerspielegrafik ermöglichte. The Legend of Zelda: Breath of the Wild diente als größte Inspirationsquelle bei der Entwicklung des Spiels. Das Spiel hatte bis zum Release ein Entwicklungs- und Marketingbudget von rund 100 Millionen US-Dollar. Genshin Impact wurde am 28. September 2020 für Windows, PlayStation 4, Android und iOS veröffentlicht und verfügt über ein Crossplaying-System, welches eine Interaktion des Spiels auf den unterschiedlichen Endgeräten ermöglicht. Am 28. April 2021 erschien eine Version des Spiels für die PlayStation 5 mit verbesserter Grafik und schnelleren Ladezeiten. Auch wurde eine Version für die Nintendo Switch angekündigt, ohne jedoch ein genaues Erscheinungsdatum zu nennen.
Anfang August 2025 kündigten die Entwickler des Spiels an, dass das Spiel ab dem 10. September nicht mehr über dem PlayStation-4-Store heruntergeladen werden kann und der Update-Support ab April 2026 gänzlich eingestellt werde. Begründet wurde dies mit den Einschränkungen der Hardwareperformance und den fehlenden Speicherkapazitäten der Konsole.
Genshin Impact wurde in verschiedenen Sprachversionen veröffentlicht, darunter in einer englischen, chinesischen, koreanischen und japanischen Sprachausgabe.

### Erweiterungen
Kurz nach Veröffentlichung des Spiels veröffentlichte miHoYo einen Zeitplan für zukünftige Content-Updates. Geplant ist, Patches mit neuen Charakteren, Events und weiteren Inhalten in regelmäßigen Zeitabständen von sechs Wochen ins Spiel zu implementieren. Im Zuge der Veröffentlichung der Sumeru-Region (Version 3.0 und folgende) im Jahr 2022 wurde der Patch-Zyklus auf fünf Wochen verkürzt, ab Version 3.3 jedoch wieder zum Sechs-Wochen-Rhythmus zurückgekehrt. Das Update auf Version 2.7, das ursprünglich am 11. Mai 2022 erscheinen sollte, wurde aufgrund der Corona-Pandemie und einem Lockdown in Shanghai auf den 31. Mai 2022 verschoben. Es ist das bislang einzige Update, das nicht zum geplanten Termin veröffentlicht werden konnte. Eng mit dem regelmäßigen Patch-Zyklus verknüpft ist das Gacha-System zum Ziehen neuer Charaktere und Waffen. So sind die Event-Banner, die jeweils einen zeitlich limitierten 5-Sterne-Charakter enthalten, drei Wochen lang (also den halben Zeitraum eines Patches) verfügbar. Neben dem jeweils neuen Charakter sind zeitweise auch wiederkehrende Charakter („Reruns“) erhältlich.
| Version | Datum              | Neue 5-Sterne-Charaktere          | Größere Neuerungen |
| ------- | ------------------ | --------------------------------- | --- |
| 1.0     | 28. September 2020 | Venti, Klee                       | Nationen Mondstadt und Liyue |
| 1.1     | 11. November 2020  | Tartaglia, Zhongli                | Ansehen-System, Erhöhung des Resin-Limits von 120 auf 160 |
| 1.2     | 23. Dezember 2020  | Albedo, Ganyu                     | Region Drachengrat |
| 1.3     | 3. Februar 2021    | Xiao, Hu Tao                      | Event Laternenritual 2021 |
| 1.4     | 17. März 2021      | –                                 | – |
| 1.5     | 28. April 2021     | Eula                              | Housing-System |
| 1.6     | 9. Juni 2021       | Kaedehara Kazuha                  | Event Goldapfelarchipel 2021, Figurenzierde (Outfits) |
| 2.0     | 21. Juli 2021      | Kamisato Ayaka, Yoimiya           | Nation Inazuma mit Regionen Narukami, Kannazuka und Yashiori, Einführung des Göttlichen Kurses für das Waffenaktionsgebet                                       |
| 2.1     | 1. September 2021  | Raiden Shogun, Sangonomiya Kokomi | Regionen Seirai und Watatsumi, Angeln-System |
| 2.2     | 13. Oktober 2021   | –                                 | Region Tsurumi |
| 2.3     | 24. November 2021  | Arataki Itto                      | – |
| 2.4     | 5. Januar 2022     | Shenhe                            | Region Enkanomiya, Event Laternenritual 2022 |
| 2.5     | 16. Februar 2022   | Yae Miko                          | – |
| 2.6     | 30. März 2022      | Kamisato Ayato                    | Region Große Kluft |
| 2.7     | 31. Mai 2022       | Yelan                             | – |
| 2.8     | 13. Juli 2022      | –                                 | Event Goldapfelarchipel 2022 |
| 3.0     | 24. August 2022    | Tighnari                          | Nation Sumeru mit Region Dharma-Wald, spielbares Element Dendro                                                                                                 |
| 3.1     | 28. September 2022 | Cyno, Nilou                       | Region Rotes Sandmeer |
| 3.2     | 2. November 2022   | Nahida                            | – |
| 3.3     | 7. Dezember 2022   | Wanderer                          | Kartenspiel Geniale Beschwörung |
| 3.4     | 18. Januar 2023    | Alhaitham                         | Region Wüste von Hadramaveth, Event Laternenritual 2023 |
| 3.5     | 1. März 2023       | Dehya                             | – |
| 3.6     | 12. April 2023     | Baizhu                            | Region Verlassenes Land im Sand |
| 3.7     | 24. Mai 2023       | –                                 | – |
| 3.8     | 5. Juli 2023       | –                                 | Event Sommer! Paradies? Mirage! |
| 4.0     | 16. August 2023    | Lyney                             | Nation Fontaine mit den Regionen Belleau, Béryl und Hof von Fontaine, Unterwasser-Erkundung und -Kampf                                                          |
| 4.1     | 27. September 2023 | Neuvillette, Wriothesley          | Regionen Liffey und Forschungsinstitut für kinetische Energie Fontaine, Trainingspunkte als Alternative zu Täglichen Missionen                                  |
| 4.2     | 8. November 2023   | Furina                            | Regionen Wald von Erinnyes und Morte |
| 4.3     | 20. Dezember 2023  | Navia                             | – |
| 4.4     | 31. Januar 2024    | Xianyun                           | Region Chenyu-Tal, Event Laternenritual 2024 |
| 4.5     | 13. März 2024      | Chiori                            | – |
| 4.6     | 24. April 2024     | Arlecchino                        | Regionen Nostoi und Meer der alten Tage |
| 4.7     | 5. Juni 2024       | Clorinde, Sigewinne               | Neuer Endgame-Modus Theater der träumerischen Realität, Erhöhung des Resin-Limits von 160 auf 200                                                               |
| 4.8     | 17. Juli 2024      | Emilie                            | Event Sommer! Drache? Märchenland! |
| 5.0     | 28. August 2024    | Mualani, Kinich                   | Nation Natlan mit den Regionen Tequemecan-Tal, Coatepec-Berg, Toyac-Quellgebiet und Becken der unzähligen Flammen, Erhöhung der maximalen Weltstufe von 8 auf 9 |
| 5.1     | 9. Oktober 2024    | Xilonen                           | – |
| 5.2     | 20. November 2024  | Chasca                            | Quahuacan-Klippe, Tezcatepetonco und Ochkanatlan |
| 5.3     | 1. Januar 2025     | Mavuika, Citlali                  | Event Laternenritual 2025 |
| 5.4     | 12. Februar 2025   | Yumemizuki Mizuki                 | – |
| 5.5     | 26. März 2025      | Varesa                            | Atocpan, Ancient Sacred Mountain |

### Spielemusik
Die Spielemusik wurde von Yu-Peng Chen von HOYO-MiX komponiert und vom London Philharmonic Orchestra in Zusammenspiel mit dem Shanghai Symphony Orchestra und weiteren Volksmusikanten in der Shanghai Symphony Hall eingespielt. Für die Musik um das dritte spielbare Gebiet Inazuma, welches lose auf Japan basiert, arbeiteten die Spieleentwickler mit dem Tokyo Philharmonic Orchestra zusammen.
Die ersten Melodien der Musikstücke sind bereits während der frühen Entwicklungsphase des Spiels entstanden. Außerdem passt sich die Musik im Spiel an den Gegebenheiten, wie die Umgebung des Spielers, der Tageszeit im Spiel und weiteren Faktoren an. Die Stücke wurden in mehreren Soundtracks veröffentlicht.

## Animationsprojekt
Am 16. September 2022 wurde über den Twitter-Account des Videospiels ein Animationsprojekt angekündigt, welches vom Animationsstudio ufotable realisiert wird. Hierfür hat der Spiele-Entwickler eine Langzeitzusammenarbeit mit dem japanischen Studio vereinbart. Bei dem Projekt soll es sich um eine „Animation Series“ handeln, ohne dabei weitergehende Details preiszugeben.

## Rezeption

### Pressestimmen
Genshin Impact erhielt von der internationalen Fachpresse überwiegend positive Kritiken. Auf der Bewertungs-Plattform Metacritic erhielt das Spiel jeweils 84 %, 83 % und 80 % für die Veröffentlichungen auf PC, iOS und PlayStation 4. Die offene Welt von Teyvat rief großes Lob hervor: So beschrieb Travis Northup in seiner Spielekritik auf IGN Teyvat als „eine Welt, die vor Möglichkeiten platze.“ In einer Besprechung auf der Webseite Game Informer wurde Genshin Impact als eine unglaubliche Erfahrung beschrieben, mit der Bemerkung, dass „das Spielprinzip mit seiner Wiederholung aus Sammeln, Aufleveln, Anpassung fesselnd und unwiderstehlich“ sei. Chris Carter bezeichnete in seiner Besprechung auf Destructoid das Kampfsystem als das „interessanteste Feature im Spiel.“ Das Spiel sorgte aufgrund seiner starken Ähnlichkeit seines Spielprinzips zum Nintendo-Switch-Spiel The Legend of Zelda: Breath of the Wild während der ChinaJoy-Konvention für eine Kontroverse in der Legend-of-Zelda-Fangemeinde. Im Gegensatz dazu schrieb die Washington Post, dass Genshin Impact Einflüsse aus dem Zelda-Spiel mit Stolz zeige.
Eher negativ wurde das Harz-System besprochen. So hob Paul Tassi in seiner Rezension für die Forbes-Zeitschrift hervor, dass es ab einem bestimmten Zeitpunkt im Spiel notwendig werde, Unmengen an Geld auszugeben, um im Spiel weiter kommen zu können. In einer Besprechung auf der Spiele-Plattform PC Gamer heißt es, dass das Spiel nach der Story zu einer unendlichen Plackerei verkomme und das Resin-System unnötig sei. Manche Kritiken griffen auch das Monetarisierungsmodell des Spiels negativ auf. So merkt Heidi Kemps von GameSpot an, dass dieses Modell das Spiel in Bezug auf die Free-to-play-Einschränkung weiter behindere.

### Einnahmen
Bereits vor der Veröffentlichung des Spiels wurden über 21 Millionen Vorregistrierungen verzeichnet. Laut diverser Analysten wurde Genshin Impact zum größten internationalen Spiel aller chinesischen Videospiele.
In der ersten Woche nach der Veröffentlichung verzeichnete das Spiel bereits 17 Millionen Downloads und erwirtschaftete in einem Zeitraum von sieben Tagen Einnahmen von 60 Millionen US-Dollar. 14 Tage nach Herausgabe wurde die 100-Millionen-Marke geknackt und sorgte so für die Deckung der Entwicklungskosten und der ausgegebenen Kosten für das Marketing. Die meisten Einnahmen erwirtschaftete das Spiel in der Volksrepublik China, Japan, Südkorea und in den Vereinigten Staaten. Einen Monat nach Veröffentlichung nahm das Spiel 250 Millionen Dollar alleine auf den mobilen Plattformen ein, wodurch Genshin Impact zu einem der kommerziell erfolgreichsten Smartphone-Spiele der Videospielgeschichte aufsteigen konnte. Anfang Dezember 2020 meldete das Analyse-Unternehmen Sensor Tower, dass Genshin Impact alleine in seiner mobilen Version für Android und iOS seit Veröffentlichung im September täglich knapp sechs Millionen US-Dollar Umsatz einspielen konnte, sodass die Einnahmen alleine auf diesen beiden Plattformen bei über 390 Millionen US-Dollar liegen und damit noch erfolgreicher waren als Titel wie PlayerUnknown’s Battlegrounds (PUBG) und Pokémon Go.

### Kontroversen und Zensur
Als das Spiel veröffentlicht wurde, entdecken Spieler, dass das Kernel-basierte Anti-Cheat-System auch nach dem Beenden oder Deinstallieren des Spiels aktiviert bleibe, was zu Sorgen unter den Spielern führte, dass das Spiel heimlich eine Spyware mit installiert haben könnte. Japanische iOS-Nutzer bemerkten zudem, dass das Spiel beim Starten des Spiels die Zwischenablage ihres Endgerätes auslese. Das Entwicklerstudio miHoYo hat zwischenzeitlich angekündigt, die Probleme behoben zu haben.
Ein weiteres Problem des Spiels war, dass die Mobiltelefonnummern von Spielern der Mobile-App während der Passwortwiederherstellung offengelegt wurden, sofern diese ihr Benutzerkonto mit ihrer Telefonnummer verbunden hatten. Die Entwickler räumten ein, dass es diesbezüglich ein Problem gegeben habe, dieses aber inzwischen beseitigt wurde.
Am 6. Oktober 2020 veröffentlichte der Journalist und Twitch-Streamer Kazuma Hashimoto ein Video auf der Social-Media-Plattform Twitter, in welchem gezeigt wird, wie politische Themen wie die Proteste in Hongkong oder Taiwan im Spielchat zensiert werden. Als chinesisches Unternehmen unterliegt der Spieleentwickler den Zensurgesetzen in der Volksrepublik China und muss Sorge tragen, dass diverse Themen zensiert werden. Andere Begriffe, welche nicht in Verbindung mit der chinesischen Politik stehen, werden ebenfalls zensiert, darunter historische Persönlichkeiten wie Stalin, Putin oder auch Hitler. Dieses Thema wurde in diversen Subreddits diskutiert, in welchen Spieler anführten, dass auch harmlose Begriffe wie Enemies und Words im Spielchat zensiert wurden.
Im April des Jahres 2021 riefen zahlreiche Twitternutzer zum Boykott des Spiels auf. Gründe dafür waren unter anderem die Inspirationsquelle für die Hilichurle, einer Monstergattung im Spiel, die augenscheinlich auf indigenen Völkern sowie deren Tänze beruhen, als auch die Beschreibung zweier Charaktere mit dunkler Hautfärbung, die aufgrund dessen als „exotisch“ bzw. „beängstigend“ bezeichnet wurden. Auch wurde die Anspielung einer pädophilen Beziehung zweier NPCs von mehreren Nutzern als Beweggrund genannt, das Spiel zu boykottieren.

### Auszeichnungen und Nominierungen
Im November 2020 wurde die Nominiertenliste für die Kategorie Ultimate Game of the Year der britischen Golden Joystick Awards bekanntgegeben, in der auch Genshin Impact gelistet ist. Weitere Nominierungen erhielt das Spiel in den Kategorien Best Mobile Game und Best Role Playing bei den The Game Awards. Anfang Dezember 2020 erhielt das Spiel drei Auszeichnungen bei den Google Play Awards, u. a. für das Spiel des Jahres. Bei den The Game Awards 2021 erhielt Genshin Impact eine Nominierung als Best Ongoing Game und eine Auszeichnung als Bestes Mobile Game.
| Jahr | Auszeichnung           | Kategorie                 | Resultat  | Quellen       |
| ---- | ---------------------- | ------------------------- | --------- | ------------- |
| 2020 | Golden Joystick Award  | Ultimate Game of the Year | Nominiert | [ 81 ] [ 86 ] |
| 2020 | The Game Awards        | Bestes Mobile Game        | Nominiert | [ 82 ] [ 87 ] |
| 2020 | The Game Awards        | Bestes Rollenspiel        | Nominiert | [ 82 ] [ 87 ] |
| 2020 | Google Play Awards     | Best Game of 2020         | Gewonnen  | [ 83 ] [ 84 ] |
| 2020 | Google Play Awards     | Users Choice              | Gewonnen  | [ 83 ] [ 84 ] |
| 2020 | Google Play Awards     | Best Innovative Games     | Gewonnen  | [ 83 ] [ 84 ] |
| 2020 | App Store Best of 2020 | iPhone Game of the Year   | Gewonnen  | [ 88 ]        |
| 2021 | Apple Design Award     | Visualisierung und Grafik | Gewonnen  | [ 89 ]        |
| 2021 | The Game Awards        | Bestes Mobile Game        | Gewonnen  | [ 85 ]        |
| 2021 | The Game Awards        | Best Ongoing Game         | Nominiert | [ 85 ]        |
| 2023 | The Game Awards        | Best Ongoing Game         | Nominiert | [ 90 ] [ 91 ] |
| 2023 | The Game Awards        | Publikumspreis            | Nominiert | [ 90 ] [ 91 ] |
| 2024 | gamescom award         | Bestes Mobile Game        | Gewonnen  | [ 92 ]        |